# Útios
Útios (em latim: utii) eram antigos povos nômades iranianos ocidentais condutores de camelos, conhecidos por nós principalmente através dos escritos do antigo historiador grego Heródoto. Heródoto os descreve como "vestidos de pele e com cabelo".
Existem poucos registros independentes dessas pessoas e não está claro a quem Heródoto se referia. Ele os descreve como parte da 14ª província do Império Aquemênida, compartilhando esta província com outros povos chamados sagárcios, sarângios, Tamaneus, mícios, e os habitantes não nomeados das ilhas do Mar Eritreu. Heródoto também os descreve servindo no exército de Xerxes I, sob o comando de Arsâmenes, filho de Dario, o Grande, durante a Segunda Guerra Médica em 481 a.C..
Na Inscrição de Beistum de Dario é descrita uma terra no sul da Pérsia chamada Váutia (Vautiya) ou Iáutia (Yautiya). Alguns estudiosos sugeriram que poderia ser a mesma terra natal do povo que Heródoto chamou de "útios".
Acredita-se geralmente que os útios tenham percorrido o sul da Carmânia, perto de sua fronteira com Gedrósia. Outros estudiosos, notadamente Josef Markwart, propuseram que Heródoto estava confundindo suas referências, e na verdade estava falando sobre um grupo de armênios de Otena, os vítios, possivelmente os ancestrais dos udis. Ainda outros estudiosos, como Amélie Kuhrt, propuseram que os útios são idênticos aos úxios.